# Ixalidium bicoloripes
Ixalidium bicoloripes är en insektsart som beskrevs av Boris Petrovich Uvarov 1941. Ixalidium bicoloripes ingår i släktet Ixalidium och familjen gräshoppor. Inga underarter finns listade i Catalogue of Life.